# Sporopodiopsis
Sporopodiopsis is een geslacht van korstmossen behorend tot de familie Byssolomataceae. De typesoort is Sporopodiopsis sipmanii.

## Soorten
Volgens Index Fungorum bevat het geslacht twee soorten (peildatum december 2021)
| Soortnaam                   | Auteur(s) | Publicatiejaar |
| --------------------------- | --------- | -------------- |
| Sporopodiopsis mortimeriana | Sérus.    | 1997           |
| Sporopodiopsis sipmanii     | Sérus.    | 1997           |